# Chris Terrio
Christopher „Chris“ Terrio (* 31. Dezember 1976 in New York City, Vereinigte Staaten) ist ein US-amerikanischer Regisseur, Drehbuchautor und Oscar-Preisträger.

## Leben
Terris Einstieg ins Filmbusiness war 2002 der Kurzfilm Book of Kings, für den er die Regie, das Drehbuch, die Produktion und den Schnitt übernahm und für den er auf dem Deauville Film Festival und auf dem Santa Fe Film Festival jeweils für den Preis für den besten Kurzfilm nominiert war und bei letzterem auch gewann.
2005 führte er Regie bei dem Episodenfilm Heights mit Glenn Close, Elizabeth Banks und James Marsden in den Hauptrollen, bei dem er auch am Drehbuch mitgearbeitet hatte. Sein bisher größter Erfolg war das Drehbuch zum Film Argo aus dem Jahr 2012 unter der Regie von Ben Affleck, für das er für zahlreiche Filmpreise nominiert war und auch einige davon gewinnen konnte, unter anderem den Oscar für das beste adaptierte Drehbuch.
Warner Bros. engagierte Terrio im Dezember 2013, um das Drehbuch von David S. Goyer zum 2016 veröffentlichten Film Batman v Superman: Dawn of Justice zu überarbeiten. Auch an der Fortsetzung Justice League (2017) war er beteiligt, danach wirkte er an der Drehbuchentwicklung zu Star Wars: Der Aufstieg Skywalkers (2019) mit. 2021 wurde mit Zack Snyder’s Justice League eine verlängerte Fassung von Justice League veröffentlicht, die auch auf seinem Drehbuch basiert.

## Filmografie (Auswahl)
Als Regisseur:
- 2002: Book of Kings
- 2005: Heights
- 2010: Damages – Im Netz der Macht (Damages, Fernsehserie, Episode I Look Like Frankenstein)

Als Drehbuchautor:
- 2002: Book of Kings
- 2005: Heights
- 2012: Argo
- 2016: Batman v Superman: Dawn of Justice
- 2017: Justice League
- 2019: Star Wars: Der Aufstieg Skywalkers (Star Wars: The Rise of Skywalker)
- 2021: Zack Snyder’s Justice League

## Auszeichnungen (Auswahl)
- 2012: Satellite Award: Nominierung in der Kategorie Bestes adaptiertes Drehbuch für Argo
- 2012: Los Angeles Film Critics Association Award: Auszeichnung in der Kategorie Bestes Drehbuch für Argo
- 2013: Critics’ Choice Movie Award: Nominierung in der Kategorie Bestes adaptiertes Drehbuch für Argo
- 2013: Golden Globe Award: Nominierung in der Kategorie Bestes Drehbuch für Argo
- 2013: BAFTA Award: Nominierung in der Kategorie Bestes adaptiertes Drehbuch für Argo
- 2013: Oscar: Auszeichnung in der Kategorie Bestes adaptiertes Drehbuch für Argo
- 2017: Goldene Himbeere: Auszeichnung in der Kategorie Schlechtestes Drehbuch für Batman v Superman: Dawn of Justice